# Koge-Donbo
Koge-Donbo (jap. こげどんぼ*, Koge Dombo*; * 27. Februar 1976 in Tokio, Japan), auch als Kokoro Koharuno (小春 こころ, Koharuno Kokoro) bekannt, ist eine japanische Manga-Zeichnerin und Illustratorin.
Nach dem Studium arbeitete sie zunächst als Amateurzeichnerin für den Dōjinshi-Markt. Koge-Donbos Karriere begann, als sie für die Anime- und Videospielladenkette Broccoli das Maskottchen Dejiko (ein Catgirl) gestaltete. Ihren ersten Comic als professionelle Zeichnerin veröffentlichte sie 1999 mit der ersten Episode ihrer Manga-Serie PitaTen, an der sie noch bis 2003 für das Manga-Magazin Dengeki Comic Gao! zeichnete. Der ungefähr 1.200 Seiten in acht Sammelbänden umfassende Manga, zu dem sie auch ein Artbook herausbrachte und der als Anime verfilmt wurde, beschreibt die Beziehung eines Jungen mit seiner etwa gleichaltrigen Nachbarin, die behauptet, ein Engel zu sein.
Zum Broccoli-Maskottchen Dejiko folgte aufgrund seiner Beliebtheit unter dem Titel Di Gi Charat eine Manga-Serie und mehrere Anime-Serien. Koge-Donbo wurde zu einer gefragten Charakterdesignerin und übte diese Tätigkeit so auch bei Tiny Snow Fairy Sugar aus, zu dem ebenfalls ein Manga und von 2001 bis 2002 ein Anime entstanden.
Für junge Mädchen (Shōjo) schuf die Zeichnerin von 2003 bis 2006 die Magical-Girl-Manga-Serie Kamichama Karin. Dieser etwa 1.200-seitige Comic über eine elternlose Mittelschülerin, die sich plötzlich magische Fähigkeiten aneignet, erschien im Nakayoshi-Magazin des Kōdansha-Verlages. Kamichama Karin wurde zu einem Erfolg und, wie auch die vorherigen Werke der Zeichnerin, als Anime-Fernsehserie verfilmt. Seit 2006 arbeitet Koge-Donbo an der Fortsetzung Kamichama Karin chu.
Ihre Mangas wurden in mehrere Länder exportiert; so ist ihr Werk ins Deutsche, Englische, Italienische, Französische, Spanische und Portugiesische übersetzt worden.

## Werke

### Manga
- PitaTen (ぴたテン), 1999–2003
- Kamichama Karin (かみちゃまかりん), 2003–2006
- Koi-hime Sōshi (恋姫草紙), 2005
- Yoki, koto, kiku. (ヨキ、コト、キク。), 2006 als Kokoro Koharuno
- Kamichama Karin chu (かみちゃまかりんchu), 2006–2008
- Kon Kon Kokon (こんこんここん), 2006
- Naki Shōjo no Tame no Pavane (亡き少女の為のパヴァーヌ, dt. „Pavane für ein gestorbenes Mädchen“, Anspielung auf Pavane pour une infante défunte (jap. Naki Ōjo no Tame no Pavane) von Maurice Ravel), seit 2008
- Doki Doki Tamatan (どきどき!たまタン), 2009
- Yome-san wa Moe Mangaka (ヨメさんは萌え漫画家), 2011–2013
  - Mama-san wa Moe Mangaka (ママさんは萌え漫画家), seit 2014

### Anime
- Di Gi Charat, 2000–2001 (nur Charakterdesign)
- Tiny Snow Fairy Sugar (ちっちゃな雪使いシュガー, Chitcha na Yukitsukai Sugar), 2001–2003 (nur Charakterdesign)
- Kamichama Karin

### Light Novel
- Nanairo Oukoku to Mahou no Awa (七色王国と魔法の泡), 2013 (Illustrationen)